# 諸行無常

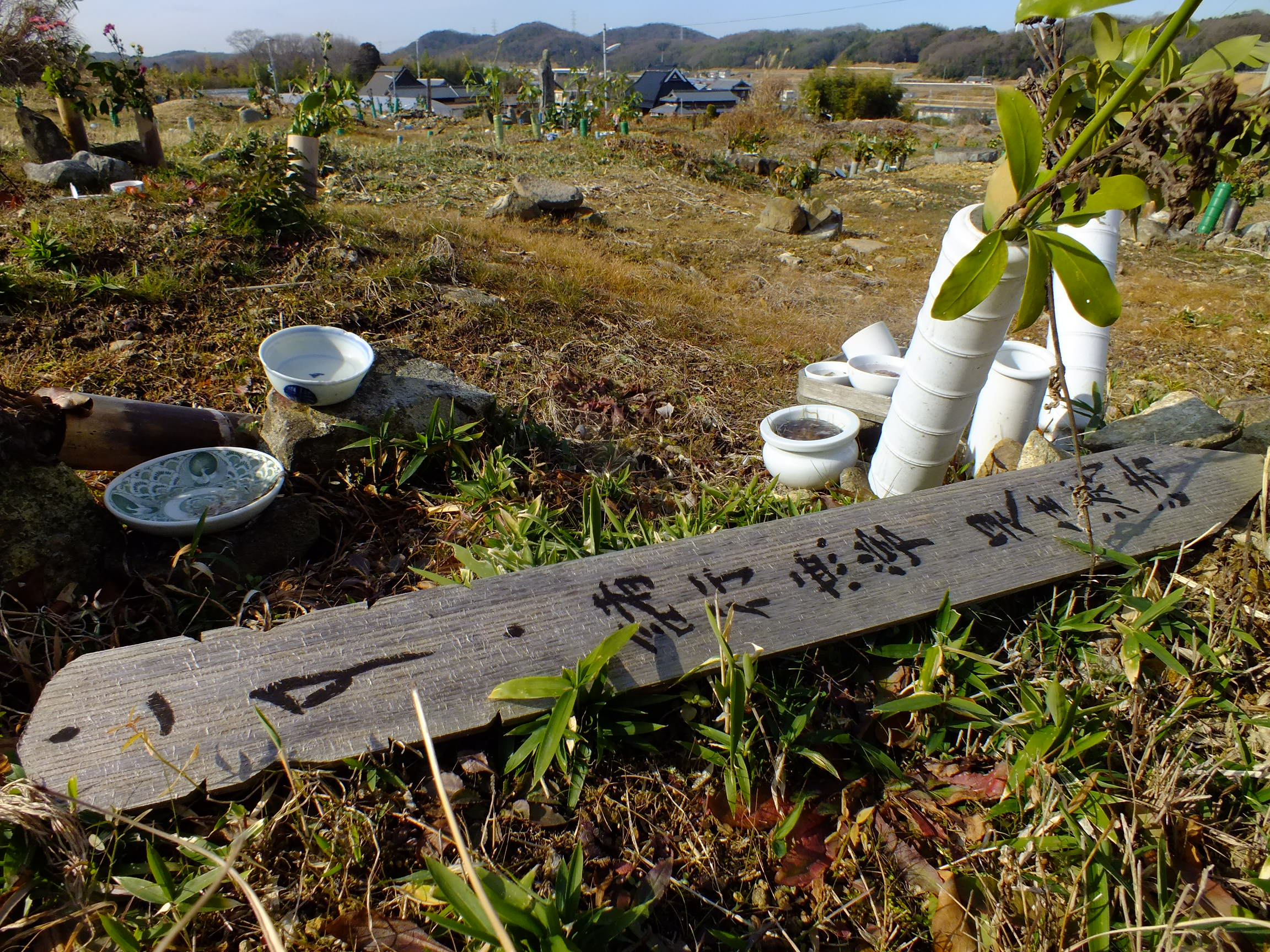
木製卒塔婆に書かれた「諸行無常是生滅法」（神戸市北区淡河町の墓地）

諸行無常（しょぎょうむじょう、巴: sabbe saṅkhārā aniccā、सब्बे संखारा अनिच्चा）は、仏教用語で、この世の現実存在（森羅万象）はすべて、すがたも本質も常に流動変化するものであり、一瞬といえども存在は同一性を保持することができないことをいう。「諸行」とは因縁によって起こるこの世の現象（サンカーラ）を指し、「無常」とは一切は常に変化し、不変のものはない（アニッチャ）という意味。
- 三法印[2]、四法印のひとつ
- 上座部仏教における三相のひとつ[1]

諸法無我と並べられるが、行は因縁によって起こるこの世の現象を指すのに対し、法は涅槃すらも含むあらゆる事象を指している。
宋代の仏教書『景徳伝灯録』によれば、釈迦牟尼仏がクシナガラで入滅した際、沙羅双樹の木の下で説いた言葉と伝えられる。

## 仏典の記載
アッギヴェッサナよ、私はこのように弟子たちを戒める。このように頻繁に語る。

「比丘たちよ、色は無常、受は無常、想は無常、行は無常、識は無常である。

　比丘たちよ、色は無我、受は無我、想は無我、行は無我、識は無我である。

　すべての行は無常である、すべての法は無我である。」と。
—パーリ仏典,  中部35 薩遮迦小経, Sri Lanka Tripitaka Project 

「一切の形成されたものは無常である」（諸行無常）と 

明らかな智慧をもって観るときに、ひとは苦から厭い離れる。これが清浄への道である。
—パーリ仏典,  ダンマパダ 20章277, Sri Lanka Tripitaka Project

Aniccā vata saṅkhārā uppādavayadhammino, 

Uppajjitvā nirujjhanti tesaṃ vūpasamo sukho
諸行無常　是生滅法

生滅滅已　寂滅為楽
実に諸行は無常である、生じては滅する性質である

生じて滅する、これらが鎮まるのが楽である。
—パーリ仏典, 長部16, 大般涅槃経, Sri Lanka Tripitaka Project

## 解説

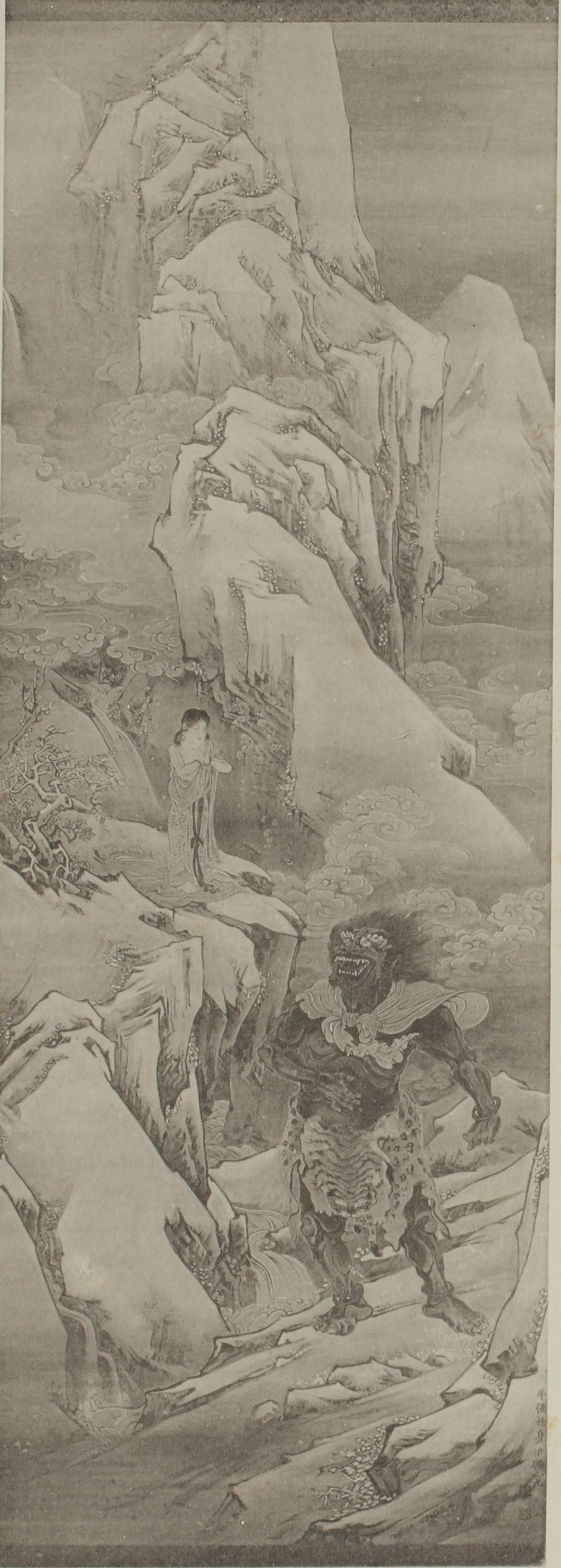
久保田米僊筆「半偈捨身図」。ヒマラヤで修行していた雪山童子は「諸行無常」の半偈（前半部）を羅刹から聞いた。童子は半偈の続きを羅刹に求めたが、生きた人肉を食す羅刹は空腹のため、続きを説くことはできないと答えた。童子は残りの半偈を聞くため自身を捨て、あなたに捧げると答えた。羅刹は後半部の半偈を童子に教え、童子は羅刹の口元に飛び込んだ。ところが羅刹は童子を食べずに帝釈天へと変わり、煩悩を一切持たない童子が将来に無上菩提となることを喜んだ。

仏教の根本思想をなすもので、あらゆるものは刹那（一瞬＝きわめて短い時間）の間にも変化をくり返している（有為法）。仏法の三法印の一つで、「諸行無常」「諸法無我」「涅槃寂静」の3つからなる。涅槃経に「諸行無常 是生滅法 生滅滅已 寂滅為楽」とあり、これを諸行無常偈、無常喝と呼ぶ。釈迦が前世における雪山童子であった時、この中の後半偈を聞く為に身を羅刹に捨てしなり。これより雪山偈とも言われる。
「諸行は無常であってこれは生滅の法であり、生滅の法は苦である。」この半偈は流転門。
「この生と滅とを滅しおわって、生なく滅なきを寂滅とす。寂滅は即ち涅槃、是れ楽なり。」「為楽」というのは、涅槃楽を受けるというのではない。有為の苦に対して寂滅を楽といっているだけである。後半偈は還滅門。
生滅の法は苦であるとされているが、生滅するから苦なのではない。生滅する存在であるにもかかわらず、それを常住なものであると観る（邪見;妄想を抱く）から苦が生じるのである（四顛倒）。この点を忘れてはならないとするのが仏教の基本的立場である。
なお『大乗涅槃経』では、この諸行無常の理念をベースとしつつ、この世にあって、仏こそが常住不変であり、涅槃の世界こそ「常楽我浄」であると説いている。
三法印・四法印は釈迦の悟りの内容であるとされているが、釈迦が「諸行無常」を感じて出家したという記述が、初期の『阿含経』に多く残されている。

## 日本文化への普及
しばしば空海に帰せられてきた『いろは歌』は、この偈を詠んだものであると一説では言われているという。
```
いろはにほへどちりぬるを　　諸行無常
わがよたれぞつねならむ　　　是生滅法
うゐのおくやまけふこえて　　生滅滅已
あさきゆめみじゑひもせず　　寂滅為楽
```

さらに平家物語の冒頭にも引用されている。

「祇園精舎の鐘の声、諸行無常の響きあり、沙羅双樹の花の色、盛者必衰の理をあらわす」
祇園精舎の鐘の音は、一切万物がみな無常であると響き、沙羅双樹の花の色は、盛んな者の必ずや衰え滅びるという道理をあらわしている。